# Stefan Swärd
Stefan Swärd, född 22 oktober 1954 i Jungs församling i dåvarande Skaraborgs län, är en svensk pastor, författare, samhällsdebattör och statsvetare.

## Biografi
Svärd blev filosofie doktor i statskunskap 1984, då han disputerade med en avhandling om hur Sverige fick fri abort.
Stefan Swärd var med och bildade den kristna tankesmedjan Claphaminstitutet 2008 och var dess ordförande under 10 år. Han är ordförande för Svenska Evangeliska Alliansen sedan 2011. Under åren 2002-2010 var han ordförande för Evangeliska Frikyrkan, och styrelseledamot under åren 1994-2002. Han var styrelseledamot i tidningen Dagens styrelse mellan 1999 och 2009. Sedan 2012 är han ledarskribent i kristna dagstidningen Världen Idag. Han var med i Sveriges kristna råds miljö- och klimatgrupp under åren 2008-2018. För närvarande är han med i rådets grupp för religionsfrihet.
Swärd tog initiativ till att bilda Brandbergens frikyrkoförsamling 1984, ett pionjärarbete som startade i Brandbergen-Vendelsömalm 1981. Församlingen döptes senare om till Ichtys och därefter till Söderhöjdskyrkan som den har hetat sedan 1998. Swärd var församlingens pastor fram till 2002 då han efterträddes av Kjell Söderblom. Under åren 2002-2009 var han med i Söderhöjdskyrkans församlingsledning. 2004 tog Swärd initiativ till att avknoppa Söderhöjdskyrkans latinamerikanska verksamhet som då blev en egen församling med namnet Iglesia Icthus under ledning av Hernan Clavijo. Hösten 2009 tillträdde Swärd som teampastor i församlingsnätverket Elimkyrkan med bas i Elimkyrkan på Östermalm. Under Swärds ledning omorganiserades församlingen, flera dotterförsamlingar grundades, Elimkyrkan på Östermalm såldes till Zlatan Ibrahimovic och för pengarna köptes den tre gånger större Salemkyrkan på Södermalm, som totalrenoverades. Församlingen och kyrkan döptes om till Folkungakyrkan.
Stefan Swärd också uppmärksammats för sin blogg, där han vardagligt skriver om teologiska bekymmer varvat med sina åtaganden i det egna företaget, Swärd Research and Consulting. Bloggen blev 2009 nominerad som bästa blogg i kategorin "övrigt" i Daxbloggpriset.
Swärd har varit aktiv i media, både i kristna världen och media i allmänhet och har vid ett stort antal tillfällen skrivit artiklar som publicerats i Dagens Nyheter, Svenska Dagbladet, Expressen, Aftonbladet och Dagens Industri, samt medverkat vid ett antal tillfällen i Sveriges Television, Sveriges Radio och TV4.
Swärd har sedan 1994 vid sidan om sina uppdrag i kyrkliga världen drivit sitt konsultbolag Swärd Research & Consulting, specialiserad på energipolitisk och klimatpolitisk omvärldsbevakning.
Han är sedan 1976 gift med Eva Swärd (född 1957). De har tillsammans fyra barn.